# Michael Herr
Michael Herr (Syracuse, Nova Iorque, 13 de abril de 1940 - Delhi, Nova Iorque, 23 de junho de 2016) foi um escritor e correspondente de guerra, mais conhecido como o autor de Dispatches (1977), um livro de memórias de seu tempo como correspondente da revista Esquire (1967-1969) durante a Guerra do Vietnã.
Chamado o melhor livro "escrito sobre a Guerra do Vietnã", pelo A Book Review do The New York Times, o romancista John le Carré chamou de "o melhor livro que já li sobre os homens e guerra do nosso tempo." Herr mais tarde foi creditado com um dos pioneiros do gênero literário do romance de não-ficção, juntamente com autores como Truman Capote, Norman Mailer e Tom Wolfe.
Herr co-escreveu o roteiro de Nascido para Matar com seu amigo diretor Stanley Kubrick e o autor Gustav Hasford. O filme foi baseado no romance de Hasford do The Short-Timers e o roteiro foi indicado ao prêmio da Academia. Ele também contribuiu para a narração de Francis Ford Coppola em Apocalypse Now.

## Publicações
- Dispatches (1977  ISBN 0-679-73525-9
- The Big Room: Forty-Eight Portraits from the Golden Age (1987) (with Guy Peellaert) ISBN 0-671-63028-8 (histórias sobre personalidades de Hollywood, incluindo Judy Garland, Howard Hughes, Marilyn Monroe, Elvis Presley, Frank Sinatra e Walter Winchell)
- Walter Winchell: A Novel (1990) ISBN 0-679-73393-0  (romance biográfico sobre o jornalista Walter Winchell)
- Kubrick (Grove, 2000) ISBN 0-8021-3818-7 (baseado no ensaio para a Vanity Fair)